# Patricia Steur
Patricia Steur (Beverwijk, 1948) is een Nederlandse fotografe.

## Levensloop

### Vroege jaren
Steur werd geboren in het Rode Kruis ziekenhuis te Beverwijk en woonde toen in Driehuis. Kort daarna verhuisde zij met haar gezin naar Den Haag. Haar vader was een Hagenees en haar moeder had Indische en Ierse roots. Haar interesse in fotografie lijkt te zijn geërfd van haar overgrootvader, die in Zuid-Afrika fotografeerde rond 1870.

### Carrière
Steur verhuisde rond 1976 naar Amsterdam en werkte drie jaar bij een fotograaf voordat ze zichzelf als autodidact ontwikkelde. Ze begon haar carrière in de muziekwereld en specialiseerde zich in het fotograferen van mensen met een rauw randje. In de jaren '70 werkte Steur samen met Claude Vanheye, een toonaangevende Nederlandse fotograaf in de internationale popscene.
Steur heeft een unieke band met Nieuw-Zeeland en de Maoricultuur. Ze heeft de traditie van Maori-tatoeages gedocumenteerd en een fotoverslag van haar reis door Nieuw-Zeeland gepubliceerd in haar boek Dedicated by Blood.

### Persoonlijk leven
Patricia Steur was getrouwd met de Nederlandse schrijver E.H. Roelfzema tot zijn overlijden in 2010. Na zijn overlijden kreeg ze een relatie met Theo Maijenburg.

## Onderscheidingen en erkenning
Steur heeft prijzen gewonnen, zoals The Coastal Arts League in 2009 en de Grote Paul-prijs in 2005. Ze ontving een koninklijke onderscheiding tijdens de lintjesregen van 2019.